# Der scharlachrote Kapitän
Der scharlachrote Kapitän ist ein US-amerikanischer Abenteuerfilm aus dem Jahr 1953 von Thomas Carr mit Richard Greene in der Titelrolle. Den Verleih übernahm United Artists.

## Handlung
Im postnapoleonischen Frankreich tadelt der Herzog de Corlaine Graf Villiers, weil seine spanische Verlobte, Prinzessin Maria, weggelaufen ist. Als Marias Kutsche von Straßenräubern angegriffen wird, wehrt Captain Scarlett, ein aus England zurückkehrender Franzose, die Angreifer ab. Villiers kommt kurz darauf an und verhaftet die besiegten Straßenräuber, ist aber Scarlett gegenüber undankbar. Scarlett trifft seinen alten Freund, den Mönch, der ihn warnt, dass der Herzog Eigentum aneignet und seinen Wachen befiehlt, die Bewohner zu terrorisieren, die eingesperrt werden, wenn sie sich widersetzen. Scarlett ist desinteressiert, bis er erfährt, dass sein eigenes Anwesen jetzt Villiers gehört. 
Scarlett schleicht sich in das Schlafzimmer des Anwesens, in dem Maria festgehalten wird. Sie bietet ihm kühn Geld als Gegenleistung für seine Hilfe bei der Flucht an, aber Scarlett besteht auf Freundschaft als einzige Bezahlung. Bevor sie jedoch gehen können, wird Scarlett gefangen genommen und mit dem Straßenräuber Pierre DuCloux im Kerker festgehalten. Pierre und Scarlett schließen sofort Freundschaft, als Pierre erklärt, dass er zu seinem neuen Beruf gezwungen wurde, nachdem der Herzog das Anwesen seiner Familie konfisziert hatte. Scarlett und Pierre überlisten ihre Wache und fliehen unter dem Schutz der Hochzeitsfeierlichkeiten für die arrangierte Hochzeit von Maria und Villiers. Bevor sie das Anwesen verlassen, rettet Scarlett jedoch Maria. Sie reiten zu einem sicheren Lager, wo Pierres Freunde helfen, die verfolgenden Wachen in die Irre zu führen. Villiers findet jedoch das Lager und duelliert sich mit Scarlett bis zu seinem eigenen Tod. Nachdem Maria ihr Hochzeitskleid gegen Männerkleidung eingetauscht hat, stimmt sie zu, mit Scarlett und Pierre zu reiten, anstatt nach Hause zurückzukehren und sich einer weiteren arrangierten Hochzeit zu stellen. 
Scarlett und Pierre patrouillieren durch die Landschaft und kommen Bauern zu Hilfe, die von den Wachen des Herzogs ausgeraubt oder verhaftet werden. Ein frustrierter Herzog bietet Scarletts Anwesen seinem Freund Etienne Dumas an, wenn es ihm gelingt, den Gesetzlosen zu töten. Etienne verkleidet sich als Bauer und verabredet sich mit dem Kommandanten der Wachen, Scarlett mit einer Scheinhinrichtung zu ködern. Am nächsten Tag wird Etienne von Maria, Pierre und Scarlett vor der Klinge des Henkers gerettet. Etienne überzeugt die drei Freunde, ihn zu ihnen zu lassen. In dieser Nacht bringt der Mönch Scarlett eine Nachricht, er solle Josephine Prenez besuchen, eine Bäuerin, die Scarlett und seine Freunde vor Steuereintreibern gerettet haben. Um Scarlett zu helfen, einer möglichen Falle zu entgehen, meldet sich Etienne freiwillig, an seiner Stelle zu gehen. Dort angekommen nutzt Etienne jedoch Josephines Anziehungskraft auf Scarlett aus, indem er ihr erzählt, dass der Kapitän sie abgewiesen hat. Er gibt ihr einen Beutel mit Goldmünzen, um ihre Mitarbeit bei einem geheimen Plan zu erkaufen, Scarlett in eine Falle zu locken. Scarlett, der Etiennes Doppelzüngigkeit nicht bemerkt, begleitet ihn zurück zum Bauernhaus. Dort tritt Josephine auf Etiennes Zeichen hinaus. Dieser stößt sein Schwert durch ein offenes Fenster in etwas, das er für Scarletts Rücken hält, aber es ist nur ein leerer roter Umhang. Scarlett, dessen Verdacht durch das üppige Mahl der verarmten Josephine geweckt wurde, verwickelt Etienne in ein Duell, das mit Etiennes Tod endet. 
Maria und Pierre werden unterdessen durch die lange Abwesenheit ihres Freundes unruhig und reiten rechtzeitig zum Bauernhaus, um Scarlett dabei zu helfen, die Wachen abzuwehren. Eine eifersüchtige Maria bestraft Josephine. Am nächsten Tag setzen die drei Freunde ihre Mission fort und überwältigen einen gierigen Wachmann an einer Mautstraße. Während der darauffolgenden Verfolgungsjagd fällt Maria von ihrem Pferd und wird gefangen genommen. Der Herzog hängt öffentliche Bekanntmachungen aus, dass Maria am nächsten Morgen hingerichtet wird, wenn Scarlett und Pierre sich nicht ergeben. Der Herzog erwartet einen Rettungsversuch und ahnt die Taktik der Gesetzlosen. Dennoch werden seine Wachen überlistet, so dass sich Scarlett und Pierre Zugang zu seinem Anwesen verschaffen können. Während Pierre mit mehreren Wachen kämpft, stellt Scarlett den Herzog zur Rede, der Maria an einen Stuhl gefesselt hat. Als ein Wachmann aus seinem Versteck kommt und Maria ein Messer an die Kehle hält, lässt Scarlett den Herzog frei. Maria beißt dem Wachmann jedoch in die Hand und zwingt ihn so in Reichweite von Scarletts Schwert, mit dem er den Wachmann außer Gefecht setzt. Scarlett tötet daraufhin den Herzog im Duell und befreit Maria, die ihn mit einem leidenschaftlichen Kuss belohnt. Die drei Freunde reiten daraufhin davon.

## Synchronisation
Die deutsche Synchronfassung entstand im Auftrag der Mars-Film unter der Dialogregie von Karlheinz Brunnemann nach einem Dialogbuch von Isolde Beckherrn.
| Rolle              | Schauspieler    | Deutscher Synchronsprecher |
| ------------------ | --------------- | -------------------------- |
| Cpt. Scarlett      | Richard Greene  | Siegmar Schneider          |
| Maria              | Leonore Amar    | Edith Schneider            |
| Pierre DuCloux     | Nedrick Young   | Wolf Martini               |
| Herzog de Corlaine | Manolo Fábregas | Heinz Engelmann            |
| Graf Villiers      | Eduardo Noriega | Hans Wiegner               |
| Etienne Dumas      | Carlos Múzquiz  | Wolfgang Lukschy           |
| Mönch              | Jorge Treviño   | Werner Lieven              |

## Veröffentlichung
Es handelt sich um einen der US-Filme, die vor dem Kinostart in den USA am 12. September 1953 im Ausland veröffentlicht wurden. so erschien er in Mexiko, wo die Dreharbeiten stattfanden, bereits am 2. April 1953. Im gleichen Monat wurde er in Frankreich und Finnland gezeigt. In der Bundesrepublik Deutschland kam er am 24. April 1953 in die Kinos, in Österreich und Schweden im Mai 1953. 

## Kritiken
Der Filmkritiken-Aggregator Rotten Tomatoes hat in einer Auswertung ein Publikumsergebnis von 22 Prozent positiver Bewertungen ermittelt.
Das Lexikon des internationalen Films schrieb: „Durchschnittlich inszenierter Abenteuerfilm mit den üblichen Spannungszutaten.“
Die Filmzeitschrift Cinema befand: „Höchst mittelmäßige Kostümschau.“